# Transport ferroviaire en Serbie
Plan
Le transport ferroviaire en Serbie est constitué d'un réseau ferroviaire à écartement normal, 1 435 mm.